# Спінадеско
Спінадеско (італ. Spinadesco) — муніципалітет в Італії, у регіоні Ломбардія,  провінція Кремона.
Спінадеско розташоване на відстані близько 420 км на північний захід від Рима, 70 км на південний схід від Мілана, 9 км на захід від Кремони.
Населення — 1549 осіб (2014).
Щорічний фестиваль відбувається e 11 квітня. Покровитель — святий Мартин Vescovo.

## Демографія
Населення за роками:

Станом на 1 січня 2023 року в муніципалітеті офіційно проживали 162 іноземці з 17 країн, серед них 77 громадян країн Євросоюзу та 1 громадянин України.

## Сусідні муніципалітети
- Аккуанегра-Кремонезе
- Кастельветро-П'ячентіно
- Кремона
- Кротта-д'Адда
- Монтічеллі-д'Онджина
- Сесто-ед-Уніті